# Literatura Greciei antice
Literatura Greciei Antice este totalitatea operelor scrise în limba greacă veche din Epoca Arhaică până în perioada Imperiului Bizantin. Este una dintre ramurile culturale fundamentale pentru a defini civilizația elină, cea a Greciei vechi în contextul cultural și literar universal. 

## Perioada arhaică
Grecia prehomerică
Cele mai vechi cântece epice și lirice ale grecilor
Poezia epică și eroică în epoca arhaică
Homer
- Iliada
- Odiseea

Poezia genealogică și didactică. Hesiod
Speciile poeziei epice din secolul al VI-lea î.Hr.
Începuturile prozei (secolele VI-V î. Hr.)
Începuturile poeziei lirice
Poezia lirică în secolul al VII-lea
Lirica corală în secolul al VI-lea și în prima jumătate a secolului al V-lea î.Hr.
Lirica monodică în secolul al VI-lea î.Hr.

## Perioada clasică
Secolul al V-lea î.Hr.
Începuturile dramei grecești
Tragedia greacă în secolul al V-lea î.Hr.
Comedia veche. Trecerea spre comedia medie
Proza în epoca clasică
Secolul al IV-lea î.Hr.
Istoriografia
- Xenofon
- Ctesias
- Filistos
- Eforos
- Teopomp

Elocința
- Antifon
- Andocide
- Lysias
- Isaios
- Isocrate
- Demostene
- Eschine
- Hiperide
- Licurg
- Dinarh

Filosofia
Școlile socratice
- Platon
- Aristotel

Școala peripatetică veche
- Teofrast

Poezia
Tragedia
Comedia
- Menandru

## Perioada elenistică
Centre de cultură elenistică
Poezia alexandrină
Poezia bucolică
Epigrama
Poezia dramatică
Elegia
Poezia didactică și epică
- Licofron
- Aratos
- Eratostene
- Nicandros
- Euforion
- Rianos

Istoriografa elenistică
- Polybius

Filosofia
Stoicismul
Epicureismul
Scepticismul
Filologia alexandrină

## Perioada romană
Tratate de retorică
Filosofia morală
- Epictet
- Dion Hrisostomos
- Marcus Aurelius
- Plutarh

Istoriografia
Geografia
- Strabon
- Pausanias

Sofistica
Romanul grec
Poezia
Filosofia. Neoplatonismul

## Perioada bizantină (secolele VI-XV e.n.)
Literatura creștină